# Eliza Orzeszkowa
Eliza Orzeszkowa (sinh ngày 6 tháng 6 năm 1841 –  mất ngày 18 tháng 5 năm 1910) là một tiểu thuyết gia người Ba Lan. Bà là nhà văn hàng đầu của phong trào Chủ nghĩa thực chứng trong thời kỳ Phân chia Ba Lan. Năm 1905, cùng với Henryk Sienkiewicz, bà được đề cử giải Nobel Văn học.

## Tiểu sử

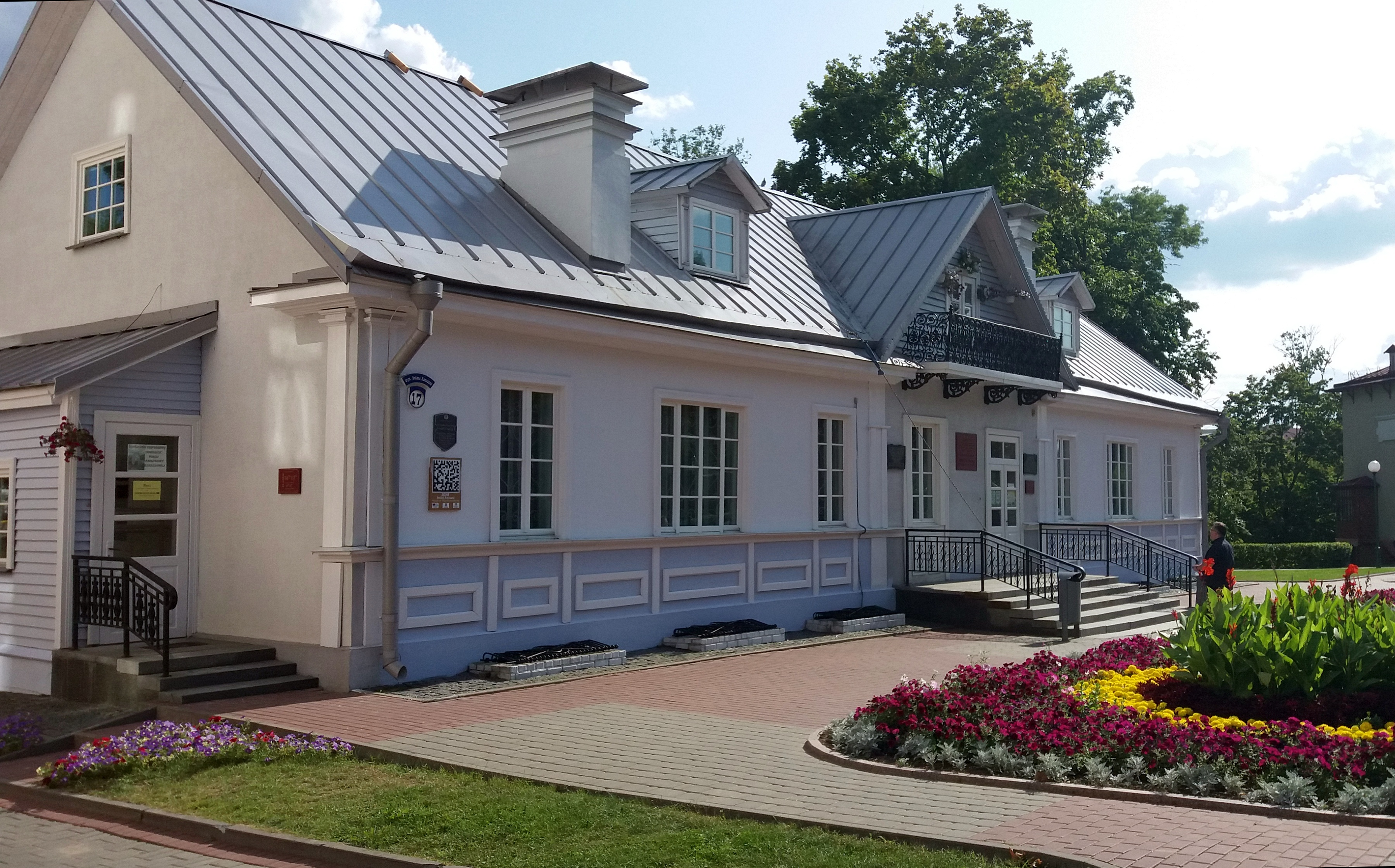
Nhà của Eliza Orzeszkowa ở Grodno, hiện là một bảo tàng

Eliza Orzeszkowa sinh ra trong gia đình Pawłowski quý tộc tại Milkowszczyzna (nay thuộc Belarus) và mất tại Grodno (nay thuộc Belarus). Trong các năm 1852-1857, bà sống và theo học ở Warsaw. Tại đây, bà đã kết bạn với một nhà văn Ba Lan tương lai khác là Maria Konopnicka. Sau khi trở về Milkowszczyzna, ở tuổi mười sáu, Eliza kết hôn với Piotr Orzeszko. Piotr Orzeszko là một quý tộc người Ba Lan gấp đôi tuổi bà. Ông bị đày đến Siberia sau cuộc Khởi nghĩa Tháng Giêng năm 1863. Họ đã ly thân hợp pháp vào năm 1869. Eliza Orzeszkowa tái hôn với Stanisław Nahorski vào năm 1894, sau mối tình kéo dài 30 năm. Stanisław Nahorski qua đời vài năm sau đó. Năm 1866, bà chuyển đến Grodno và bắt đầu sự nghiệp tiểu thuyết gia.
Eliza Orzeszkowa đã viết hàng loạt bài đề cập đến các điều kiện xã hội của đất nước quê hương đang bị chiếm đóng, bao gồm 30 tiểu thuyết và 120 bản thảo, kịch bản sân khấu và tiểu thuyết ngắn. Tiểu thuyết Eli Makower (1875) của bà mô tả mối quan hệ giữa người Do Thái và giới quý tộc Ba Lan. Trong tiểu thuyết Meir Ezofowicz (1878), bà đề cập xung đột giữa chủ nghĩa chính thống Do Thái và chủ nghĩa tự do hiện đại. Năm 1888, Eliza Orzeszkowa đã viết hai tiểu thuyết về sông Niemen (nay thuộc Belarus) là Cham (The Boor) - tập trung vào cuộc sống của ngư dân - và Nad Niemnem (On the Niemen). Nad Niemnem là tiểu thuyết nổi tiếng nhất của bà, thường được so sánh với Pan Tadeusz. Tiểu thuyết này đề cập đến các vấn đề của tầng lớp quý tộc Ba Lan trong bối cảnh trật tự chính trị và xã hội. Nghiên cứu của bà về chủ nghĩa yêu nước và chủ nghĩa thế giới được ra mắt vào năm 1880. Từ năm 1884 đến năm 1888, một ấn phẩm thống nhất các tác phẩm của bà đã được xuất bản ở Warsaw. 
Nhiều tác phẩm của bà cũng được dịch sang tiếng Đức.

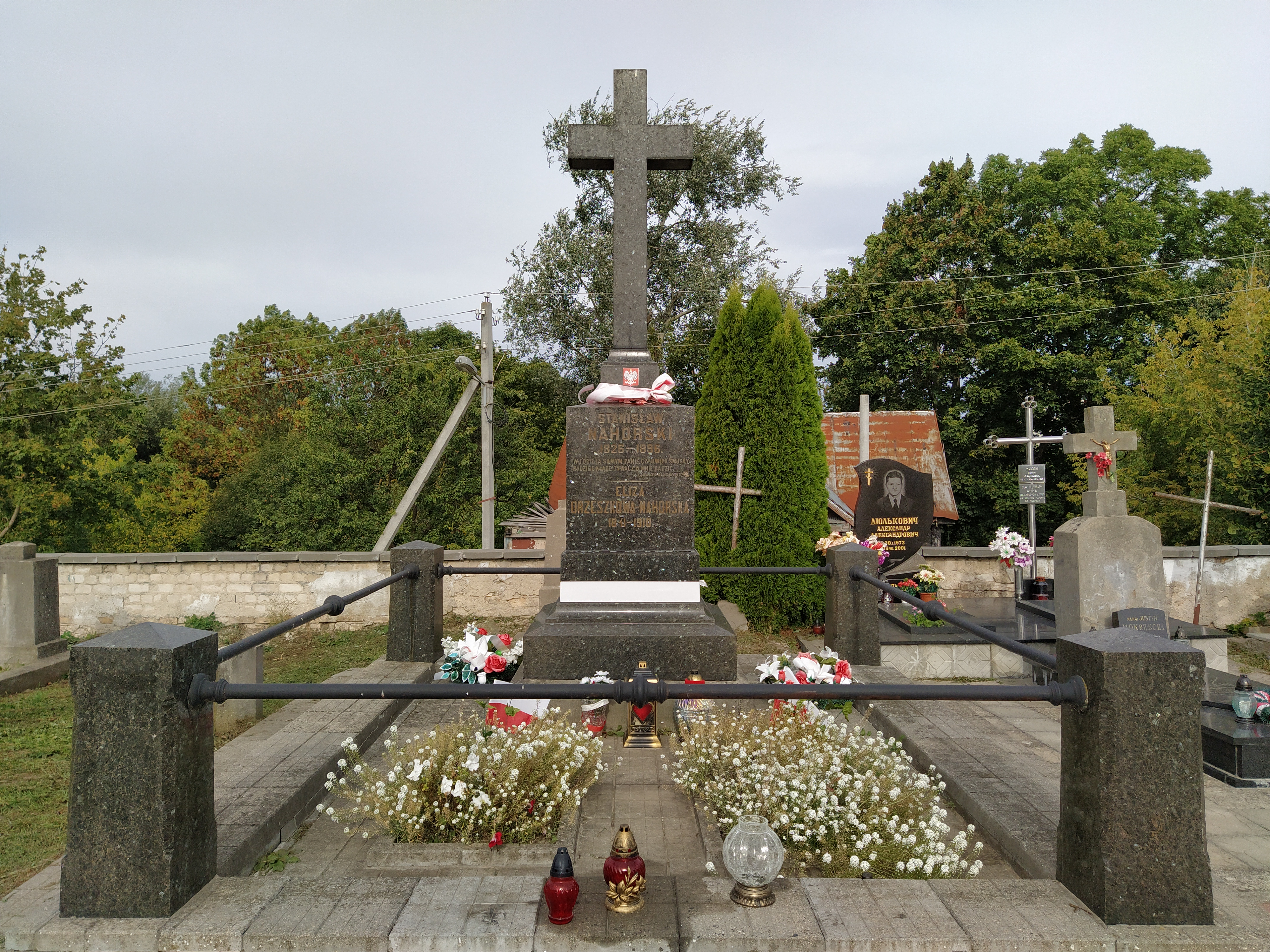
Mộ của Eliza Orzeszkowa ở Grodno

Năm 1905 cùng với Henryk Sienkiewicz và Leo Tolstoy, Eliza Orzeszkowa được đề cử giải Nobel Văn học. Giải thưởng này cuối cùng được trao cho Henryk Sienkiewicz.

## Tác phẩm tiêu biểu
- Obrazek z lat głodowych 1866
- Ostatnia miłość, 1868
- Z życia realisty, 1868
- Na prowincji, 1870
- W klatce, 1870
- Cnotliwi, 1871
- Pamiętnik Wacławy, 1871
- Pan Graba, 1872
- Na dnie sumienia, 1873
- Marta, 1873
- Eli Makower, 1875
- Rodzina Brochwiczów, 1876
- Pompalińscy, 1876
- Maria, 1877
- Meir Ezofowicz, 1878
- Z różnych sfer, 1879–1882
- Widma, 1881
- Sylwek Cmentarnik, 1881

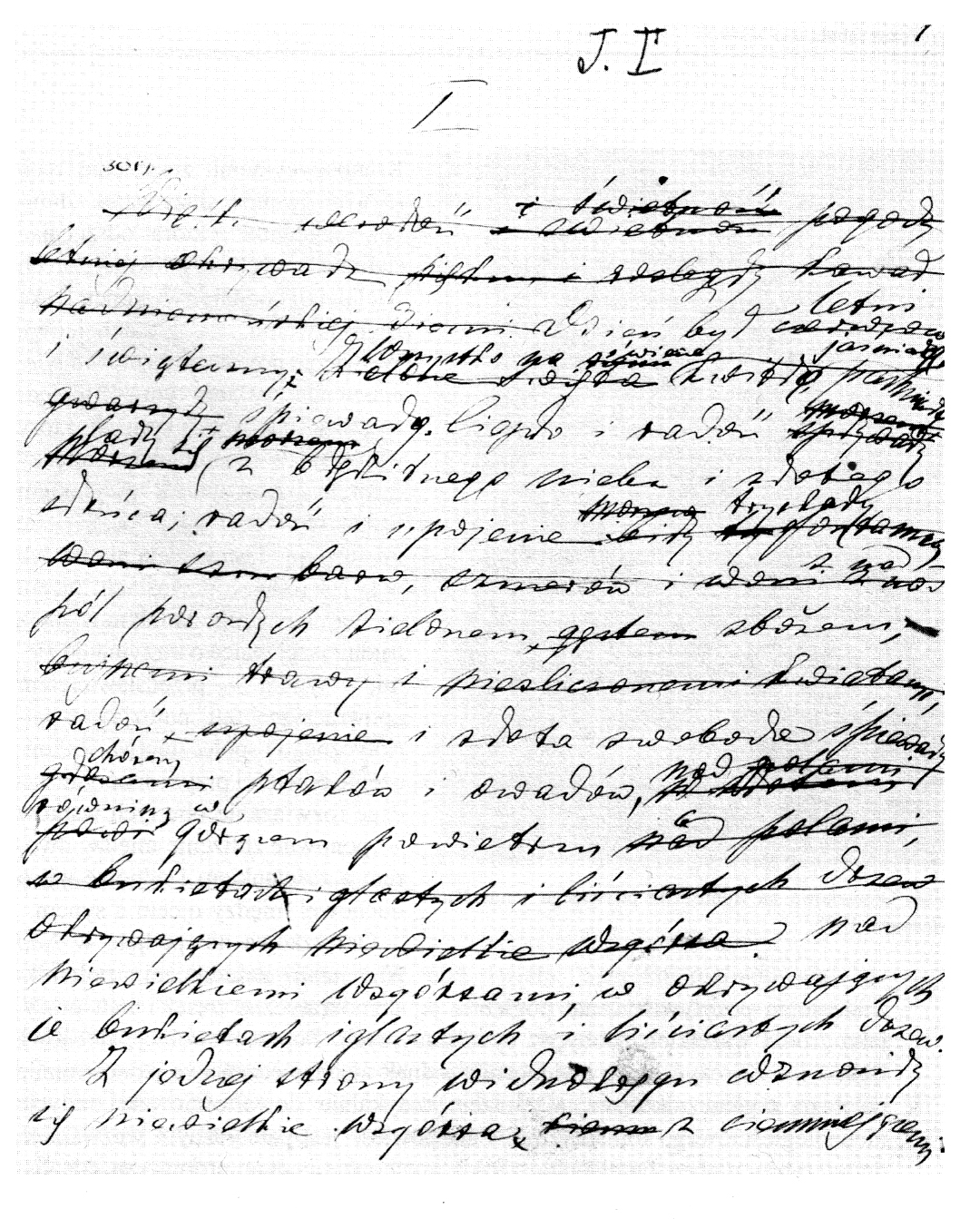
Bản thảo của tiểu thuyết Nad Niemnem

- Zygmunt Ławicz i jego koledzy, 1881
- Bańka mydlana, 1882–1883
- Pierwotni, 1883
- Niziny, 1885
- Dziurdziowie, 1885
- Mirtala, 1886
- Nad Niemnem (On the Niemen), 1888
- Cham (The Boor), 1888
- Panna Antonina (tuyển tập tiểu thuyết), 1888
- W zimowy wieczór (tuyển tập tiểu thuyết), 1888
- Czciciel potęgi, 1891
- Jędza, 1891
- Bene nati, 1891
- Westalka, 1891
- Dwa bieguny, 1893
- Melancholicy, 1896
- Australczyk, 1896
- Iskry (tuyển tập tiểu thuyết), 1898
- Argonauci (The Argonauts),[8] 1900
- Ad astra. Dwugłos, 1904
- I pieśń niech zapłacze, 1904
- Gloria victis (tuyển tập tiểu thuyết ngắn), 1910

Báo chí vì công bằng xã hội
- Kilka słów o kobietach (On women),[9] 1870
- Patriotyzm i kosmopolityzm, 1880
- O Żydach i kwestii żydowskiej, 1882

## Tham khảo

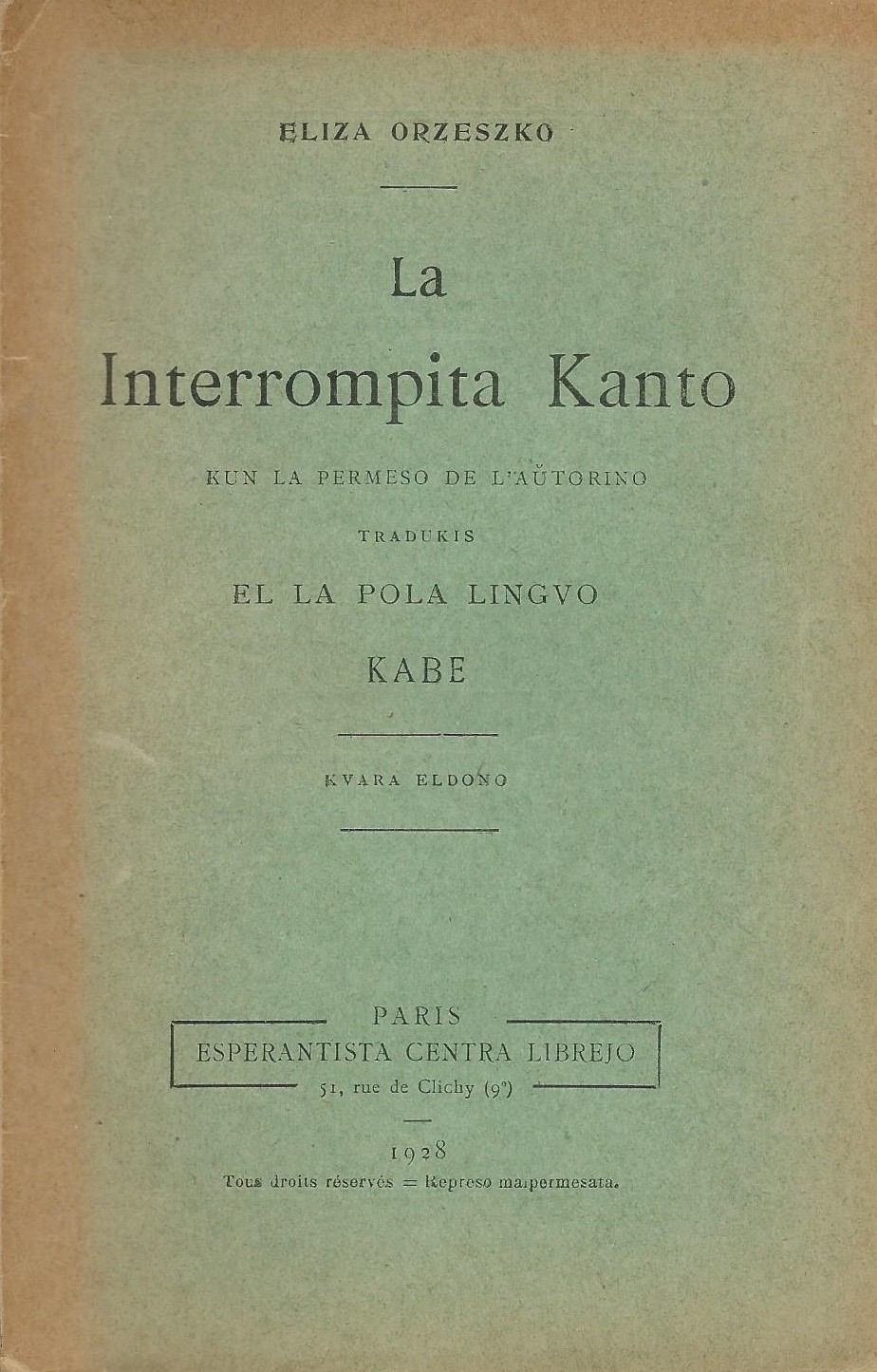
Tác phẩm của Orzeszkowa được dịch sang tiếng Esperanto.